# Perfectos desconocidos (película española)
Perfectos desconocidos es una película española del año 2017, dirigida por Álex de la Iglesia. Se trata de una adaptación de la película italiana de 2016 Perfetti sconosciuti de Paolo Genovese.

## Sinopsis
En una cena entre cuatro parejas que se conocen de toda la vida, se proponen un juego que pondrá sobre la mesa sus peores secretos: leer en voz alta los mensajes y las llamadas de sus móviles, su vida entera compartida por todos en ese momento; saldrán a la luz muchos aspectos ocultos.

## Reparto
- Belén Rueda: Eva
- Eduard Fernández: Alfonso
- Ernesto Alterio: Antonio
- Juana Acosta: Ana
- Eduardo Noriega: Eduardo
- Dafne Fernández: Blanca
- Pepón Nieto: Pepe
- Beatriz Olivares: Sofía
- María Jesús Hoyos: Abuela de Javi y Rosa
- Gonzalo Torralba: Javi
- Valentina Méndez: Rosa

## Éxito de taquilla
La película ha alcanzado notable éxito en taquilla, al recaudar más de 20.7 millones de euros.